# サヴォイでストンプ
「サヴォイでストンプ」、ないし、「ストンピン・アット・ザ・サヴォイ」、「ストンピング・アット・ザ・サヴォイ」（英語: Stompin' at the Savoy）は、エドガー・サンプソンが1934年に作曲したジャズのスタンダード曲。曲名は、ニューヨークのハーレムにあった有名な夜の社交場サヴォイ・ボールルームにちなんで付けられた。

## 歴史的背景と曲の構成
この曲のクレジットは、ベニー・グッドマン、チック・ウェッブ、エドガー・サンプソン、アンディー・ラザフの連名になっているが、実際に作曲したのはウェッブの楽団のサクソフォーン奏者であったサンプソンであった。ウェッブとグッドマンはそれぞれインストゥルメンタル曲としてこれを録音し、グッドマンのものが最大のヒットとなった。歌詞は、人気作詞家であったアンディー・ラザフによって後から追加されたものである。
グッドマンの1936年のバージョンは、8小節を4つ重ねた32小節のA-A-B-A形式をとっていた。Aの部分では、「Db6→Ab9→Db6→Ddim→Ebm7→Ab7→Db→Db」のコード進行となる。また、Bの部分では、「Gb9/G9→Gb9→B13/F#m6→B13→E9/F9→E9→A13→Ab9b」のコード進行となる。また、テンポはやや早めで演奏される。
ウェッブ楽団の録音は、1934年にチャートの10位まで上昇した。2年後、この曲は、それぞれオジー・ネルソンと、ベニー・グッドマンによる録音で、チャート入りした。以来、ジャズのスタンダード曲となったこの曲は、ジュディ・ガーランド（1936年）、チャーリー・クリスチャン（1941年）、アート・テイタム（1941年）、クリフォード・ブラウンとマックス・ローチ（1954年）、エラ・フィッツジェラルドとルイ・アームストロング（1956年）、ジム・ホール（1957年）、アーマッド・ジャマル（1958年）、アル・ハート（1961年）、サラ・ヴォーン（1964年）、ニッキ・ヤノフスキー（ハービー・ハンコック、ウィル・アイ・アムとともに）（2007年）など、何百回も録音されてきた。